# Сиддик Хасан Хан
Абу́-т-Та́йиб Муха́ммад Сидди́к Хан ибн Ха́сан аль-Кинна́уджи, более известный как Сиддик Хасан Хан (араб. صديق حسن خان‎; 1832, Барейлли, совр. Индия — 1890) — мусульманский учёный родом из Индии, автор трудов по исламу на арабском, персидском и хинди.

## Биография
Полное имя: Абу-т-Тайиб Мухаммад Сиддик Хан ибн Хасан ибн Али ибн Лутфу-л-Лах аль-Хусейни аль-Киннауджи. Родился в 1248 году по мусульманскому календарю в городке Барили (Барейлли) — родине его дедушки со стороны матери, затем переезжает в город Каннаудж (Уттар-Прадеш, Индия; по ар. «Киннаудж», из-за чего и получил такую нисбу), где и получает начальное образование.
Затем он в поисках убежища отправляется в Бхопал, где и находит свою новую родину и получает большую пользу в плане обучения и написания книг. Он женится на бхопальской королеве (1870 год) и получает титул «Наваб Его Превосходительство Шах Амиру-ль-Мульк Бахадур» и исполняет должности визиря и заместителя.
Сиддик Хасан Хан умер в 1890 году (1307 г. х.) в возрасте 59 лет.

## Воззрения
Сиддик Хасан Хан был противником таклида (слепое следование за религиозными авторитетами), что и утверждал в своих многочисленных трудах.
Будучи ашаритом (как видно из его тафсира «Фатх аль-баян»), Сиддик Хасан Хан в 1285 году совершает хаджж, где встречается со здешним улемом Хамдом ибн Али ибн ибн Мухаммад ибн Атик ибн Рашидом (ум. в 1883 году) и, после его наставлений, оставив ашаритский калам, пишет книгу «Катф ас-самар фи баян акида ахль аль-асар» («Собрание плодов в разъяснении акиды приверженцев асара»).

## Семья
Сиддик Хасан Хан был женат на бхопальской королеве Наваб Шах-джахан. У него было два сына:
- ас-Сейид Абу-ль-Хайр Мир Нур аль-Хасан Хан ат-Тайиб
- ас-Сейид аш-Шариф Абу-н-Наср Мир Али Хасан Хан